# 세고에촌
세고에촌(瀬越村)은 이시카와현 에누마군에 있던 촌이다. 현재의 가가시 다이쇼지 세고에정에 해당한다.

## 역사
- 1889년 4월 1일 - 정촌제 시행에 의해 2개 촌의 구역을 가지고 성립하였다.
- 1954년 3월 10일 - 다이쇼지정에 편입해, 동일 세고에촌은 폐지되었다.